# Ле-Плесси-Робинсон

Расположение на карте Парижа

Ле-Плесси-Робинсон (фр. Le Plessis-Robinson) — город и коммуна во Франции, в регионе Иль-де-Франс департамента О-де-Сен.
Расположен на расстоянии около 11 км юго-западнее французской столицы Парижа и 14 км на восток от административного центра департамента г. Нантера.
Население города — 27 727  жителей  (2010).
Впервые упоминается в 839 году.

## Персоналии
- Филипп Пемезекfr(р.1955), мэр города с 1989 по 2018 год, начал проект по перестройке города в сотрудничестве с архитекторами Марком Брейтман и Надой Брейтман-Джаков, лауреатами премии Дрихауса 2018 года и частью движения «Новая классика» .
- Бюффе, Мари-Жорж(р. 1949) — французский государственный и политический деятель.
- Водойе, Жан-Луи (1883—1963) — французский поэт, романист, эссеист, искусствовед и историк.
- Пьер де Монтескью д’Артаньян (1640—1725) — маршал Франции.
- Вивиани, Рене (1863—1925) — французский политический и государственный деятель, адвокат, дважды возглавлял совет министров Третьей республики.
- Лот, Фердинанд (1866—1952) — французский историк-медиевист, писатель.

## Галерея

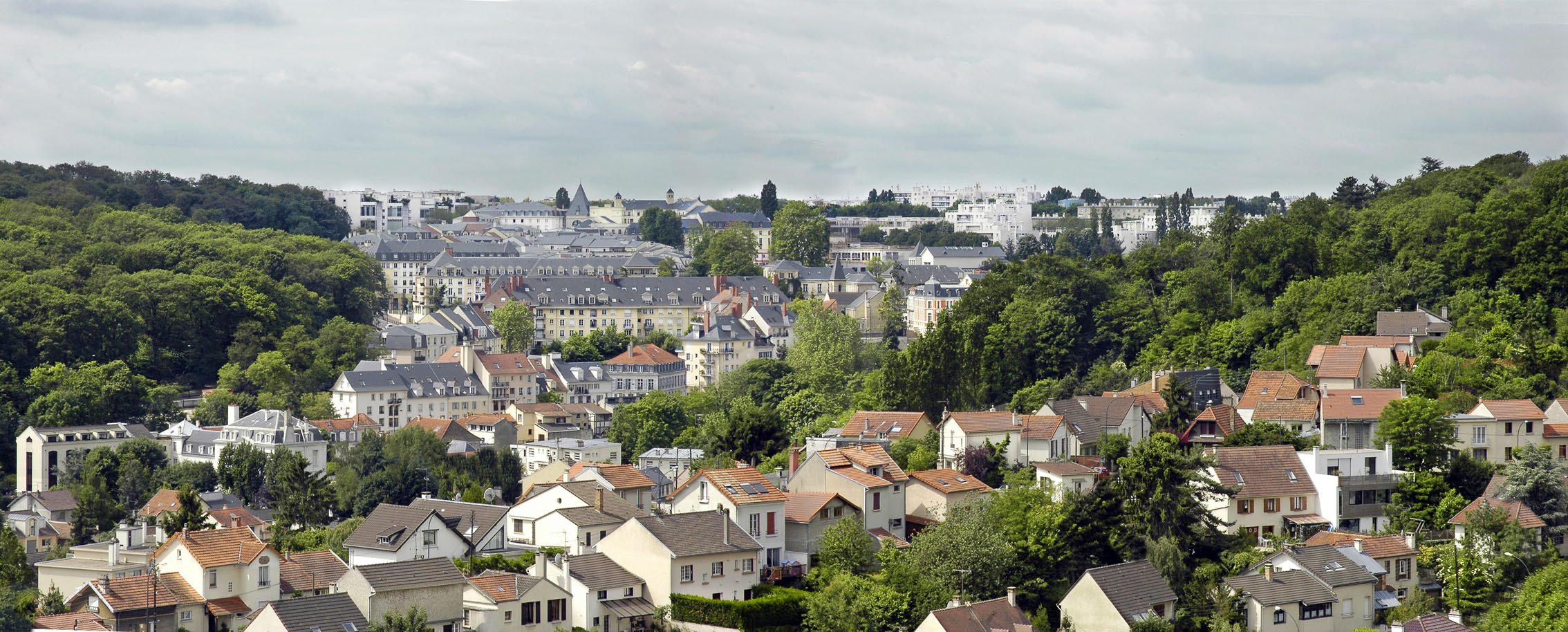
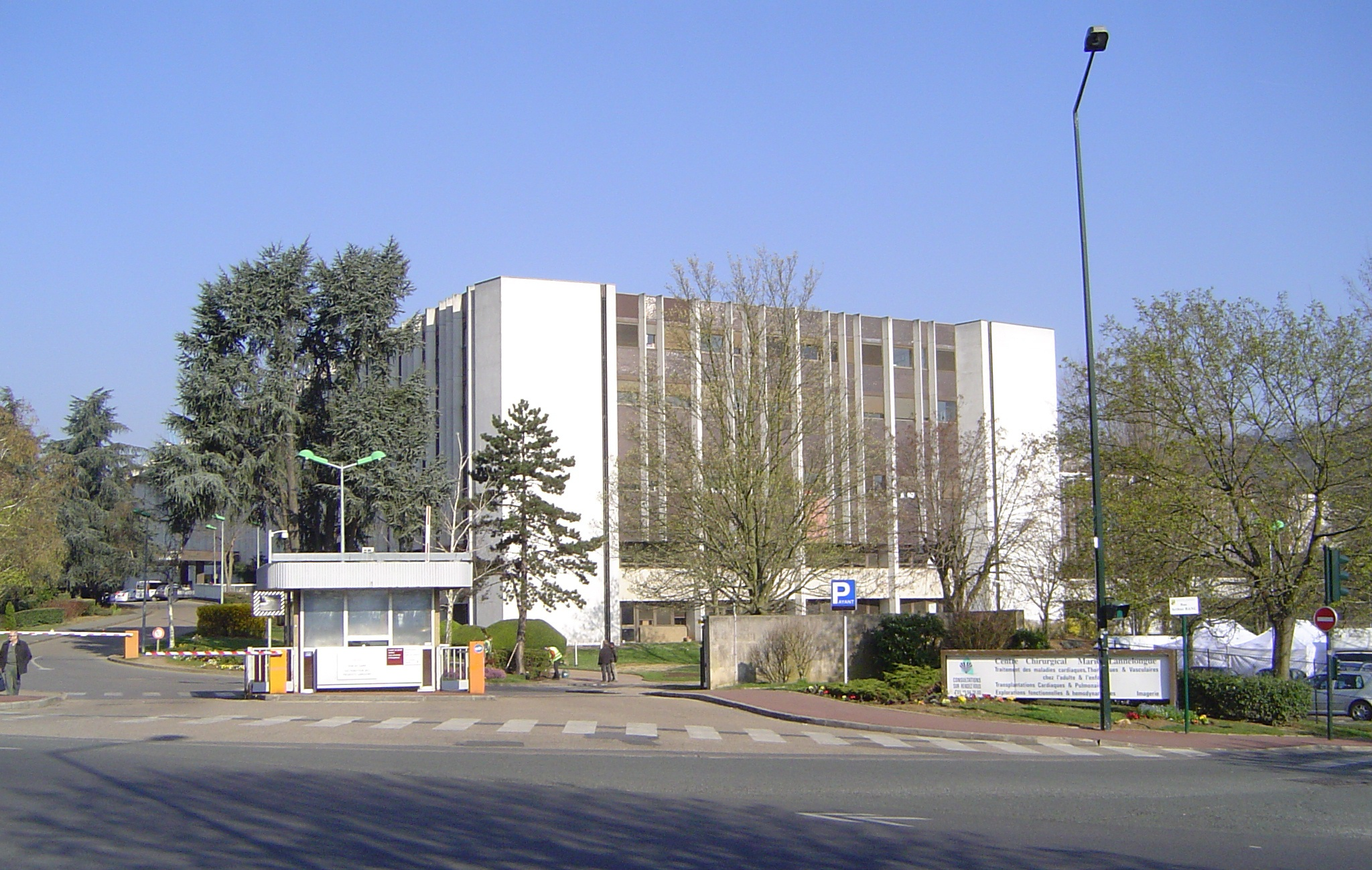
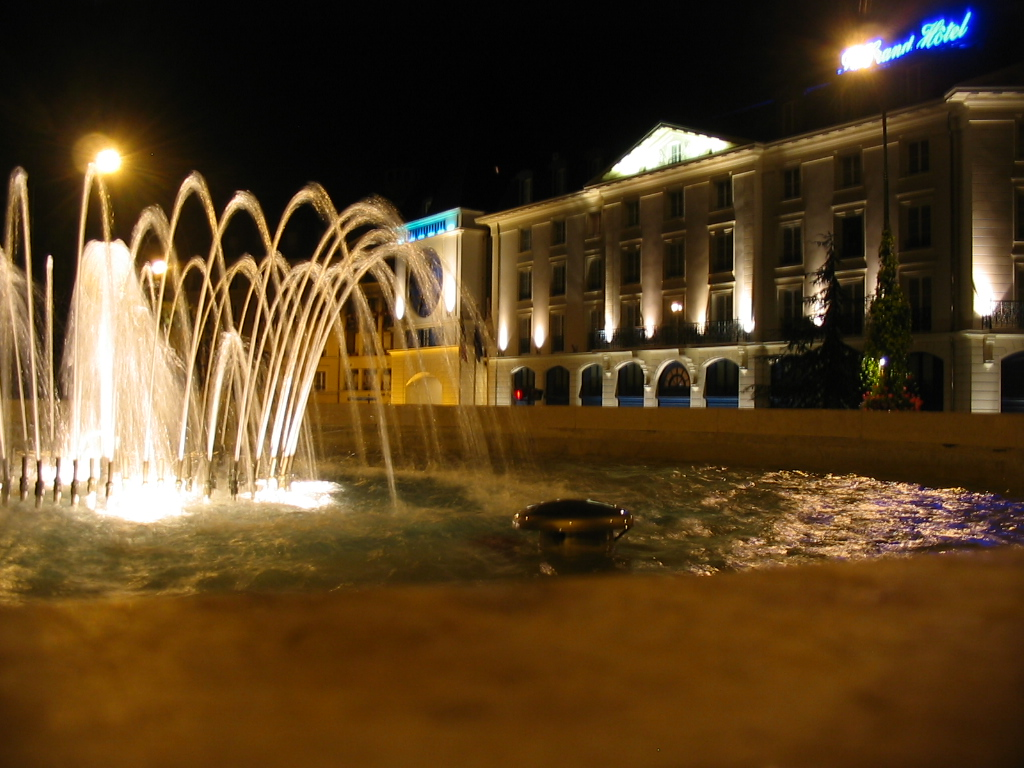

## Города-побратимы и партнеры
- Уокинг, Великобритания
- Ереван, Армения